# Thérèse Schwartze
Thérèse Schwartze (Amsterdam, 20 december 1851 – aldaar, 23 december 1918) was een Nederlandse portretschilderes.

## Biografie

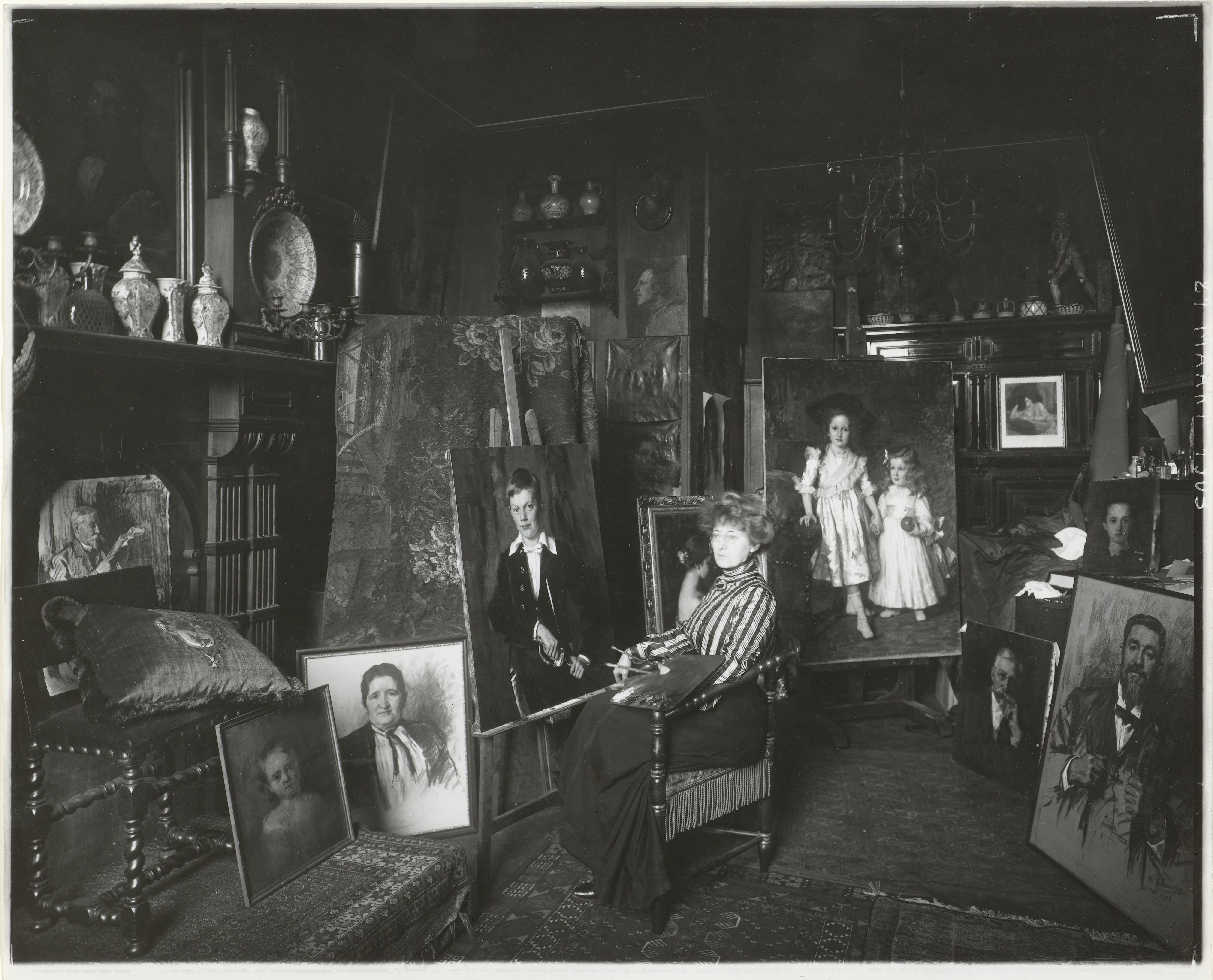
De schilderes Thérèse Schwartze in haar atelier, Prinsengracht 1021, Amsterdam, 1903.

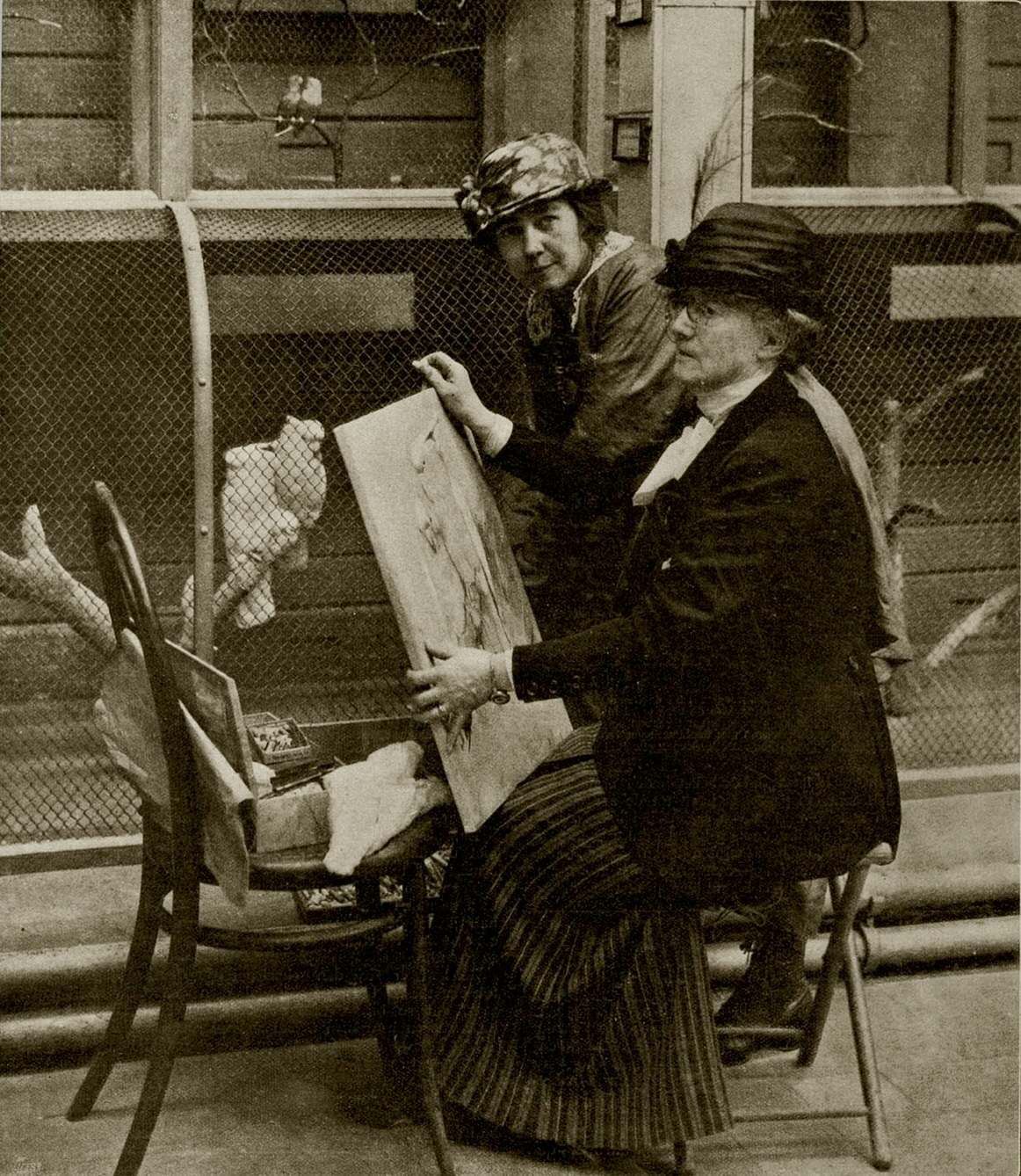
Therese Schwartze en haar nicht Lizzy Ansingh, in Artis, 1915.

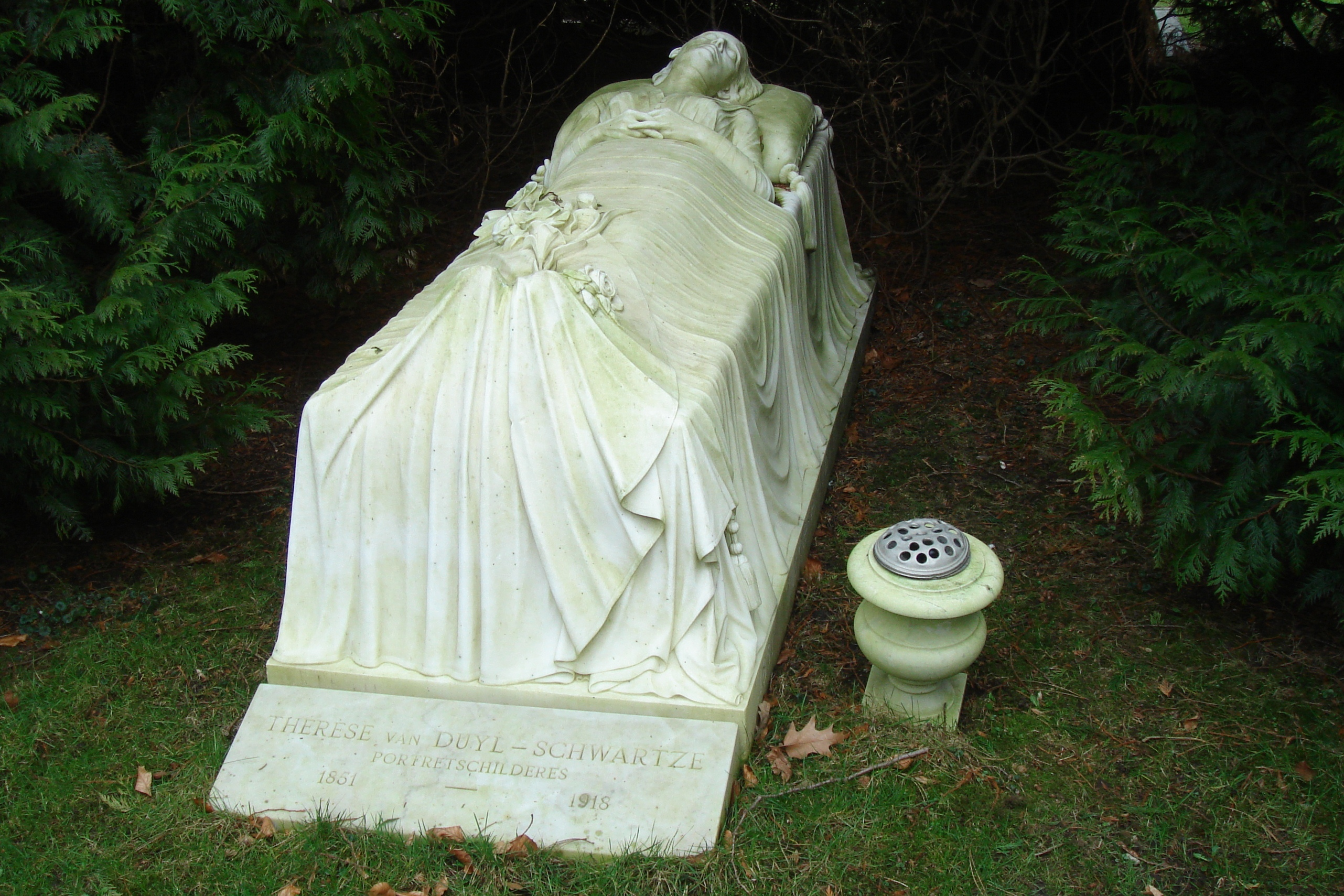
Nieuwe Ooster begraafplaats, graf Thérèse Schwartze

Schwartze behoorde tot een artistieke familie. Haar vader Johann Georg Schwartze was schilder, haar zuster Georgine was beeldhouwster en de dochters van haar zuster Clara Theresia, Thérèse Ansingh en Lizzy Ansingh, werden eveneens kunstschilderessen. Lizzy was lid van de Amsterdamse Joffers, voor wie haar tante als rolmodel fungeerde. Een portret dat Thérèse van Lizzy Ansingh maakte, is te vinden in het Luther Museum Amsterdam (gebouw Wittenberg) waar haar zus Georgine Schwartze regentes was. 
Thérèse werd aanvankelijk opgeleid door vader Schwartze, die haar ook haar eerste opdrachten toespeelde. Omdat de kunstacademies nog niet toegankelijk waren voor meisjes, stuurde hij haar voor dure privélessen eerst naar Franz von Lenbach in München en vervolgens naar Jean-Jacques Henner te Parijs. Daar won ze in 1889 met een inventief Zelfportret in olieverf de gouden medaille op de Internationale Tentoonstelling.
Thérèse trouwde in 1906 met de hoofdredacteur van het Algemeen Handelsblad, Anton van Duyl. Hij stierf op 22 juli 1918. Voor Schwartze, die zelf een zwakke gezondheid had en dat voor iedereen probeerde te verbergen, was het overlijden van haar echtgenoot een klap die ze niet te boven zou komen. Rouw en verdriet waren haar deel. Daarbij ging haar gezondheid snel achteruit totdat zij zelf aan een plotseling opgekomen ziekte op 23 december 1918 overleed. Het is niet bekend of de Spaanse griep een rol heeft gespeeld bij hun overlijdens.

## Werk
Thérèse heeft vrijwel uitsluitend portretten geschilderd. Zij had een vlotte stijl en vooral haar pastels oogstten lof. Ze was in haar tijd een zeer gevraagde portrettiste in kringen van de elite, die zij ontving in haar atelier aan de Prinsengracht. Artistiek en zakelijk was zij de meest succesvolle Nederlandse vrouwelijke kunstenaar van de negentiende eeuw.
Leden van de Nederlandse koninklijke familie zijn door haar geportretteerd, onder andere is er een aantal portretten van koningin Wilhelmina. Haar clientèle vond Thérèse onder de vooraanstaande burgerij, vooral Amsterdamse ondernemers en filantropen en hun familieleden. Een belangrijk deel van haar oeuvre bestaat uit portretten van Joodse notabelen. In het Joods Museum zijn onder meer de portretten van de bankier Abraham Carel Wertheim en zijn vrouw te bewonderen. Diverse van haar werken bevinden zich in het Rijksmuseum, waaronder het portret van Pierre Cuypers, architect van het gebouw van het Rijksmuseum en van het Amsterdams centraal  station. Vanwege haar verdiensten werd ze als eerste vrouw ooit in 1896 benoemd tot Ridder in de Orde van Oranje-Nassau.

## Herinnering
In 1921 vernoemde Amsterdam zowel een plein als straat naar haar: het Thérèse Schwartzeplein en de Thérèse Schwartzestraat. Ze is oorspronkelijk begraven op Zorgvlied. Haar graf en grafmonument zijn later verplaatst naar de Nieuwe Ooster begraafplaats te Amsterdam. Dit grafmonument komt voor in de film 'De Prooi' van Vivian Pieters uit 1985. Diemen vernoemde in 2022 in de wijk Holland Park een park naar haar.
Een half jaar na haar overlijden werd de Thérèse van Duyl-Schwartze Stichting opgericht die zich onder meer inzet voor de Nederlandse portretkunst. Sinds 1920 reikt de stichting de Thérèse Schwartze Prijs uit aan een portretkunstenaar. Aanvankelijk was dit een driejaarlijkse aanmoedigingsprijs voor schilders onder de 35 jaar; sedert de jaren 60 is de uitreiking incidenteel en meer als oeuvreprijs.

## Werken (selectie)
Collectie Amsterdam Museum
- De zes dochters Boissevain (1916)

Collectie Museum Van Loon
- Louise van Loon-Borski (1867)
- Jacoba Johanna Borski-van Hoey Smit (1867)
- Hendrik Maurits van Loon (1890)

Collectie Joods Historisch Museum
- Joodse antiekhandelaar
- Portret van Mozes de Vries van Buren
- Portret van Abraham Carel Wertheim
- Portret van P.M. Wertheim-Wertheim

Collectie Museum De Lakenhal
- Mijne huisgenooten (1915)

Collectie Rijksmuseum

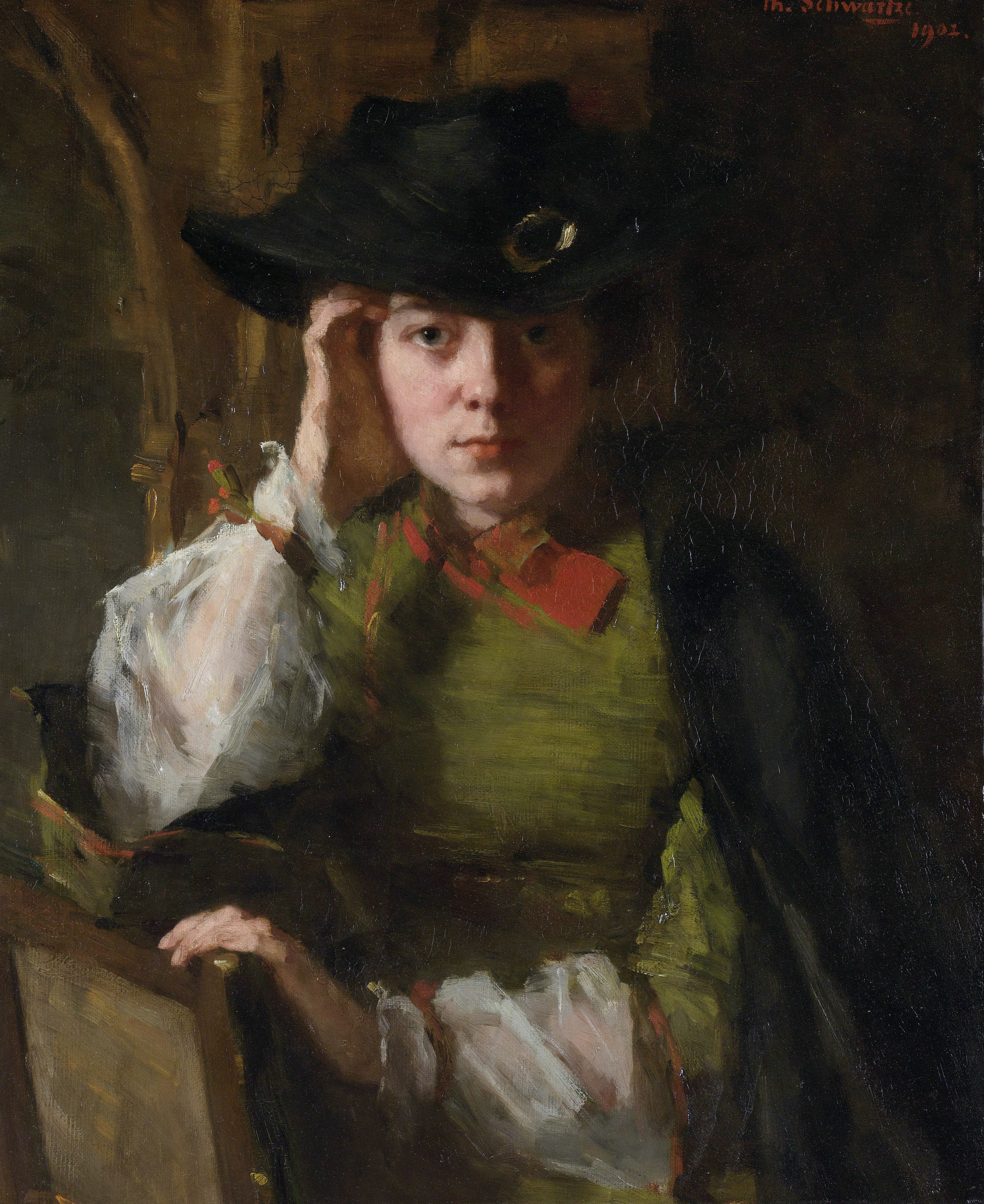
Portret van Lizzy Ansingh, schilderes

- Portret van Dr. J.L. Dusseau (1870)
- Jonge Italiaanse vrouw met de hond Puck (1879)
- Portret van Peter Marius Tutein Nolthenius (1879/1880)
- Portret van Frederik Daniël Otto Obreen (1883)
- Drie meisjes uit het Amsterdamse Burgerweeshuis (1885)
- Portret van Pierre Cuypers (1885)
- Portret van Alida Elisabeth Grevers (1889)
- Portret van Petrus Jacobus Joubert (1890)
- Portret van Paul Joseph Constantin Gabriël (1899)
- Portret van Amelia Eliza van Leeuwen (1900)
- Portret van Lizzy Ansingh (1902)
- Portret van Maria Catharina Josephine Jordan (1902)

Collectie Universiteit Leiden

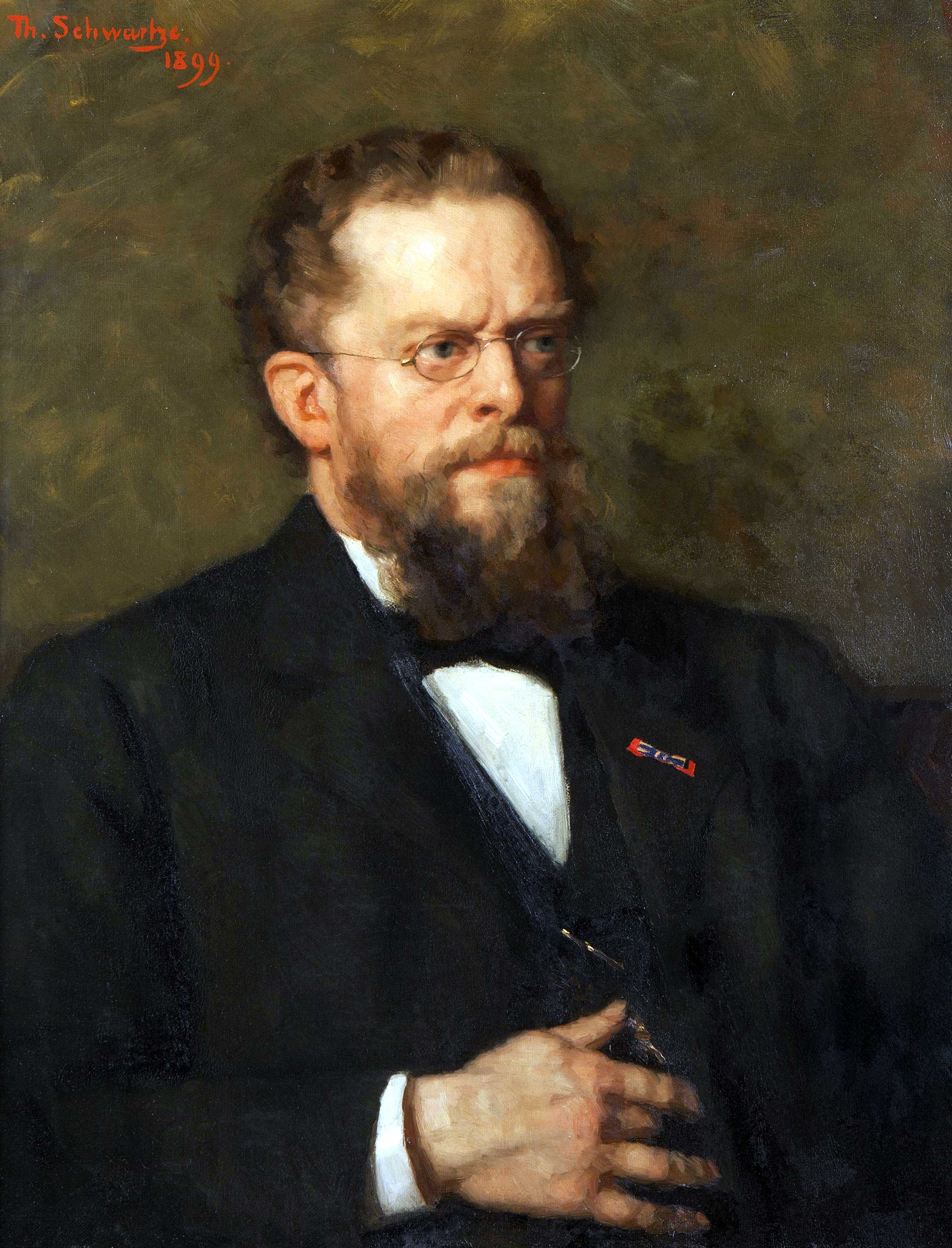
Antoine Paul Nicolas Franchimont als Leids hoogleraar (portret uit 1899 door Thérèse Schwartze). Collectie Universiteit Leiden

- Tekeningen: Jongenskop, Kop van een onbekend meisje, Oude heer met kalotje, Naakt jong meisje, Studie van een klein meisje
- Portret van prof. Adriaan Heynsius (1883)
- Portret van prof. Gustaaf Schlegel (c.1900)
- Portret van prof. Antoine Paul Nicolas Franchimont (1899)
- Portret van prof. Michael Jan de Goeje (c.1905)
- Portret van prof. Petrus Johannes Blok (1914)

## Tentoonstellingen
- Museum Paul Tetar van Elven Delft 2021
- Museum Van Loon Amsterdam 2011
- Museum de Fundatie Kasteel het Nijenhuis Wijhe 2011
- Slot Zeist 1990
- Kunsthandel Van der Ven en Van der Ven Den Bosch 1976
- Arti et Amicitiae Amsterdam 1952
- Stedelijk Museum Amsterdam 1919: overzichts-tentoonstelling van het werk van Schwartze n.a.v. haar overlijden op 23 dec. 1918
- Arti et Amicitiae Amsterdam 1915
- Kunsthandel Frans Buffa en Zonen, Kalverstraat 39, Amsterdam 1897, 1914, 1915
- Panoramagebouw Plantage Middenlaan Amsterdam 1890